# Libanonská občanská válka
Libanonská občanská válka byla občanská válka odehrávající se v letech 1975 až 1990 mezi křesťanským a muslimským obyvatelstvem Libanonu. Vyžádala si 130 000 až 250 000 civilních obětí a zapříčinila emigraci téměř milionu osob.

## Kořeny
Politická situace v Libanonu byla velice složitým vyvážením sil mezi muslimy a maronitskými křesťany. Problematické uspořádání etnik řešila ústava z roku 1926 z dob, kdy byl Libanon francouzským mandátem. Tato ústava zaručovala, že prezidentem bude maronitský křesťan, předsedou parlamentu ší'itský muslim a premiérem sunnitský muslim. Po vyhlášení nezávislosti (1943) byla situace v Libanonu příznivá a díky hospodářskému růstu bylo označováno jako „Švýcarsko orientu.“ Muslimská populace však tíhla spíše k arabské Sýrii a napětí a nepokoje, které se málem změnily v občanskou válku, byly maronitským prezidentem roku 1958 zažehnány, když požádal o intervenci americká vojska.

### Příčiny
V důsledku vzniku Izraele, Šestidenní a Jomkipurské války byl Libanon nucen přijmout velké množství palestinských Arabů, což způsobilo značné demografické změny. Ty způsobily, že se původně dominantní maronitští křesťané stali menšinou. Koncem 60. let došlo k ztrátě kontroly nad jižním Libanonem, kam se po Černém září v Jordánsku přesunula Organizace pro osvobození Palestiny (OOP), odkud útočila na Izrael.

## První fáze (1975–1977)

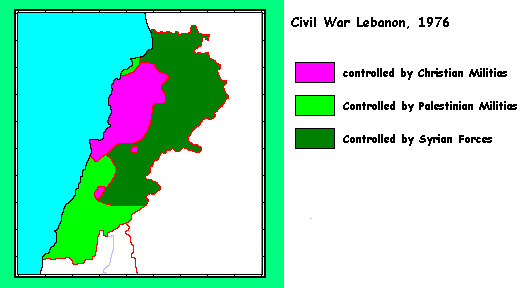
Přibližné rozdělení Libanonu v roce 1976

Otázka palestinských uprchlíků se stala hlavním svárem mezi maronitským křesťany, sdruženými do Falangistické strany, na straně jedné a muslimy na straně druhé. V roce 1975 vláda ztratila kontrolu nad státem. V dubnu 1975 došlo k ozbrojeným útokům v Bejrútu, bezprostřední příčinou vypuknutí občanské války se nakonec stal útok na křesťanský kostel ve čtvrti Ain el-Rummaneh a následný odvetný útok na autobus plný palestinských Arabů.
V roce 1976 falangisté začali obléhat palestinský uprchlický tábor Tal al-Zátar. V srpnu 1976 zde poté spáchali masakr.
O rok později se do války zapojila Sýrie, která do země vyslala na žádost prezidenta několik desítek tisíc vojáků. Přestože pomáhala falangistům, ti se proti ní nakonec obrátili, kvůli jejímu postrannímu úmyslu posílení své pozice na Blízkém východě. Libanon byl nadále velmi rozdělen, přičemž jih země byl ovládán teroristickými skupinami (Amal, OOP, Fatah, atp.) a hlavní město Bejrút bylo rozděleno na muslimskou a křesťanskou část.

## Druhá fáze (1977–1982)

### Operace Lítání

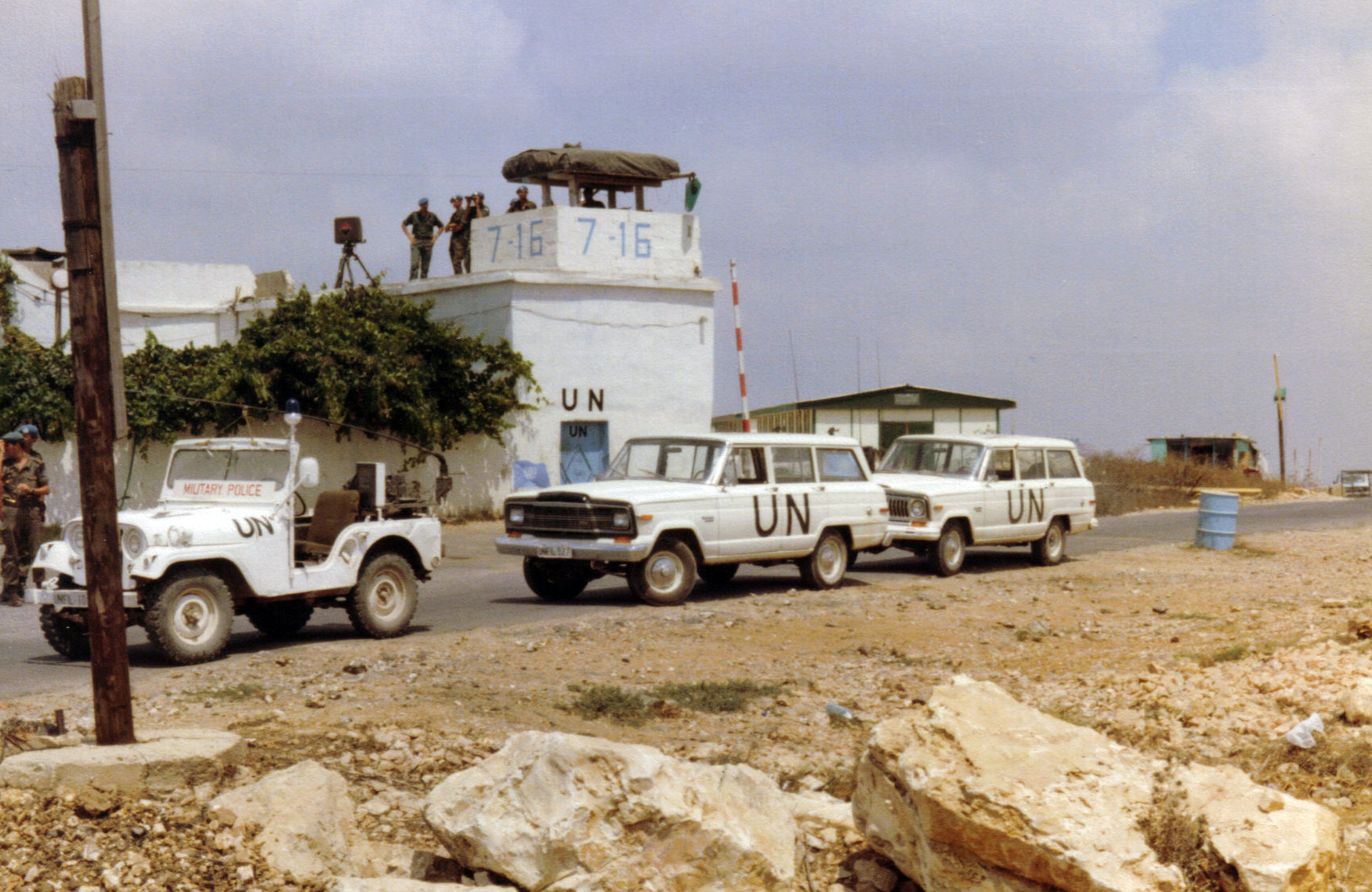
Základna UNIFIL

V reakci na teroristické útoky palestinských Arabů v Izraeli byly podnikány tvrdé vojenské odvety a roku 1978 byla v reakci na teroristický útok Fatahu v Tel Avivu zahájena operace Lítání. Během ní izraelské vojenské jednotky pronikly do Libanonu a obsadily jeho území až po řeku Lítání. Při této operaci se Izraelským obranným silám (IOS) podařilo úspěšně zatlačit vojenské síly OOP severně za tuto řeku. Libanonské protesty u OSN vedly posléze k vytvoření mírových sil UNIFIL (United Nations Interim Force in Lebanon) a izraelskému stažení z obsazených území.

### Bezpečnostní zóny
Na jihu Libanonu byly vytvořeny bezpečnostní zóny, v nichž si Izrael zachoval nepřímou kontrolu i nadále, díky podpoře Jiholibanonské armády. Situace se začala komplikovat roku 1981, kdy došlo k vnitřním soubojům uvnitř Libanonu a zesílení teroristických útoků na Izrael. V červenci téhož roku se podařilo dojednat krátké příměří.

## Třetí fáze (1982–1983)

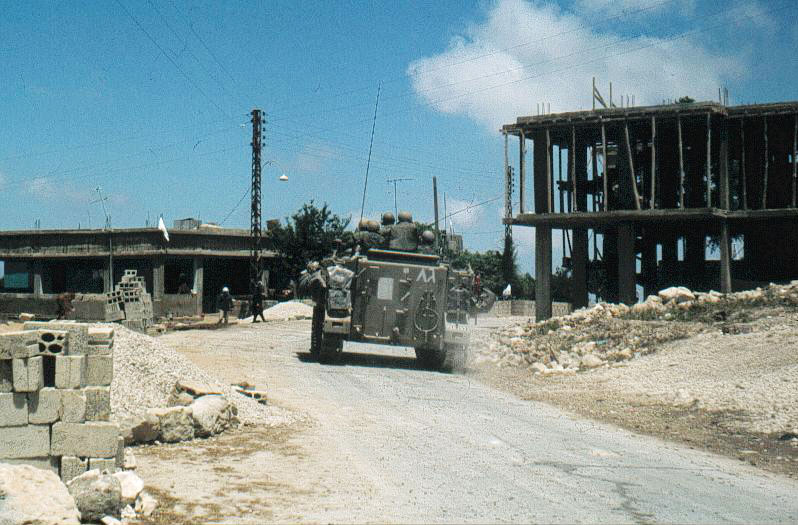
Izraelské jednotky na jihu Libanonu

V Izraeli zaznívaly hlasy, že by měla být podniknuta rázná opatření proti teroristickým útokům na severu země. Jako záminka se nakonec našel útok na izraelského velvyslance Šlomo Argova v Londýně, který se stal 3. června 1982.

### První libanonská válka

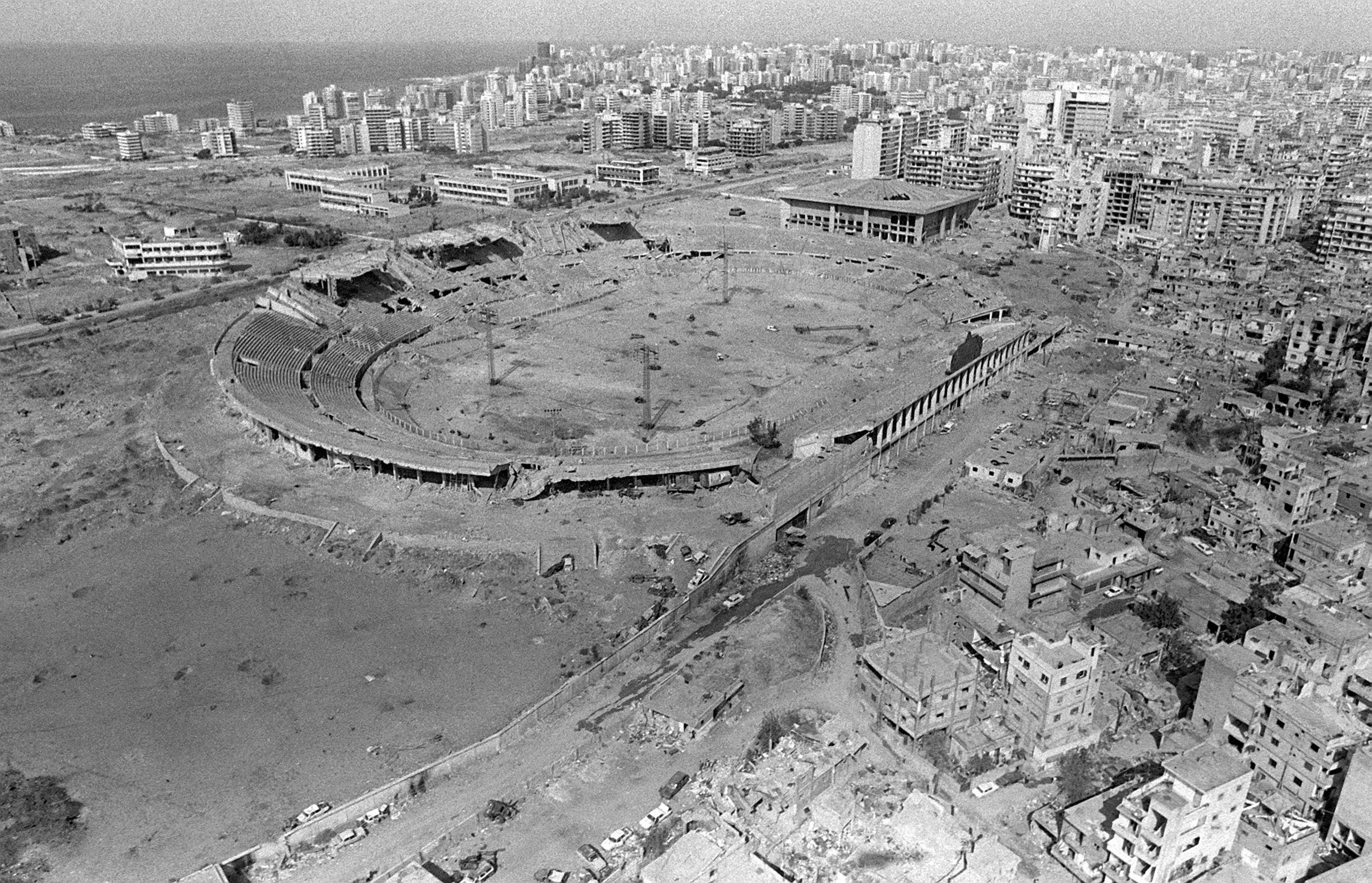
Letecký snímek zničeného stadionu v Bejrútu, který sloužil jako skladiště zbraní OOP

Druhý den nato zahájily IOS operaci Mír pro Galileu, později známou jako první libanonská válka. Izraelské letectvo zahájilo bombardování velitelství OOP v Bejrútu a obrněné divize postupovaly do vnitrozemí. Namísto původního plánu pouze zatlačit jednotky OOP bylo nakonec uskutečněno vypuzení OOP ze země. Poté, co Izraelci dorazili k Bejrútu, došlo na jeho obléhání a soustavnému dělostřeleckému ostřelování. Tato operace přinesla řadu hlasité kritiky, a to jak mezinárodní, tak izraelské. Díky americkému diplomatovi Philipu Habibovi se podařilo vyjednat odchod OOP ze země, který se uskutečnil 22. srpna 1982 pod mezinárodním dohledem. V zemi byly rovněž rozmístěny mezinárodní síly.

### Masakr v Sabře a Šatíle
I po ukončení bojů se objevovaly násilnosti, z nichž nejvážnější bylo zavraždění libanonského prezidenta a vůdce křesťanských falangistů Bašíra Džumaila palestinskými muslimy. V reakci na to vnikly jednotky falangistů do zmíněných palestinských uprchlických táborů, kde jako pomstu povraždily uprchlíky.

### Vznik Hizballáhu
Na konci roku 1982 vyslal Írán své tajné agenty do Libanonu za účelem vytvoření revolučního islámského hnutí v zemi. Skupina radikálních šíitských muslimů vedených svými náboženskými duchovními se stala základem Hizballáhu, organizace, jejímž cílem bylo vytvořit v Libanonu zmítaném občanskou válkou teokratickou vládu na íránský způsob a následně vytvořit podobnou vládu v celém arabském světě. V průběhu let se Hizballáh stal součástí libanonského politického procesu, ale též organizací, která se pro dosáhnutí svých cílů neštítí ani teroru.

## Čtvrtá fáze (1984–1989)
V druhé polovině 80. let docházelo nadále k eskalaci konfliktů, za kterými stál Hizballáh. Docházelo k bombovým útokům a sebevražedným atentátům. Období 80. let se rovněž označuje jako období chaosu, kdy v zemi působilo na 40 teroristických organizací, měla dvě vlády a žádného prezidenta. Za ukončení občanské války se pokládá tzv. Taífská dohoda, která byla z popudu Ligy arabských států uzavřena 22. října 1989 v Saúdské Arábii.